# Portret van Baldassar Castiglione
Portret van Baldassar Castiglione is een olieverfschilderij dat wordt toegeschreven aan de Italiaanse schilder Rafaël. Het dateert uit 1514-1515. Het werk hangt in het Louvre te Parijs. Baldassare Castiglione was een schrijver, actief aan het hof van Urbino aan het begin van de 16e eeuw.
Het is niet zeker of het portret door Rafaël geschilderd is. Volgens een brief uit 1516 van Pietro Bembo aan kardinaal Bernardo Dovizi zijn de portretten van Castiglione en dat van graaf Guidobaldo da Montefeltro namelijk van de hand van een van Rafaëls leerlingen. Maar de hoogstaande compositie en de algehele kwaliteit (bemerk de genegenheid in het intelligente en kalme gezicht van Castiglione) leidde tot de veronderstelling dat de meester er zelf op enigerlei wijze aan heeft meegewerkt. Zeker de schakeringen in de schaduwpartijen van de kleding en de ongewoon lichte achtergrond wijzen op de hand van een kundig en ervaren schilder. Bovendien geeft de directe oogopslag van het onderwerp een onmiddellijk intiem contact met de waarnemer.
Fresco's: De triomf van Galatea · Stanza della Segnatura · Dispuut over het Heilige Sacrament · De school van Athene · Stanza di Eliodoro

Altaarstukken: Het huwelijk van de Maagd Maria · De heilige Catharina van Alexandrië · Christus valt onder het kruis · De transfiguratie

Madonna's: Madonna van de groothertog · Kleine Cowper-madonna · Madonna met de distelvink · Madonna met de anjer · La belle jardinière · Aldobrandini-Madonna · Madonna van Loreto · Alba-madonna · Madonna van Foligno · Madonna met de stoel · Sixtijnse Madonna

Allegorische schilderijen: De droom van de ridder · De drie gratiën

Portretten: Bindo Altoviti · Baldassar Castiglione · Agnolo Doni · Maddalena Doni · De dame met de eenhoorn · De zwangere · La Donna Velata